# Месина (округ)
Округ Месина (итал. Provincia di Messina) је округ у оквиру покрајине Сицилија у јужном Италији. Седиште округа и највеће градско насеље је истоимени град Месина.
Површина округа је 3.247 км², а број становника 654.601 (2008. године).

## Природне одлике
Округ Месина чини североисточни део острва и историјске области Сицилија. Он се налази у југозападном делу државе, са изласком на Тиренско море на северу и Јонско море на истоку. Између се налази пар километара широк Месински теснац, који одељује Сицилију од копненог дела државе. Уз море се налази узан, али густо насељен приморски део. Јужни део је планинског карактера - планине Пелоритани на истоку и Неброди на западу.
Округу Месина припадају и Липарска острва, чувена по вулканској активности, смештена северно од Месине.

## Становништво
По последњим проценама из 2008. године у округу Месина живи преко 650.000 становника. Густина насељености је велика, преко 200 ст/км². Приморски делови округа су знатно боље насељени, посебно око града Месине. Планински део је ређе насељен и слабије развијен.
Поред претежног италијанског становништва у округу живе и известан број досељеника из свих делова света.

## Општине и насеља
У округу Месина постоји 108 општина (итал. Comuni).
Најважније градско насеље и седиште округа је град Месина (243.000 ст.) у крајње североисточном делу округа. Други по величини је град Барселона ди Поцо ди Ђото (42.000 ст.) у западном и Милацо (33.000 ст.) у северном делу округа.
У јужном делу округа налазе се и светски чувена летовалишта Таормина и Ђардини-Наксос.